# ゾーヤー・アクタル
ゾーヤー・アクタル（Zoya Akhtar, 1972年10月14日 - ）は、インドの映画監督、脚本家。ミーラー・ナーイル、トニー・ガーバー、デーヴ・ベネガルの助監督としてキャリアを積んだ後、監督デビューした。

## 生い立ち
ジャーヴェード・アクタルとハニー・イラニの娘として生まれる。シャバーナー・アーズミーは継母、ファルハーン・アクタルは弟に当たる。
ムンバイの学校で学位を取得した後、ニューヨークのティッシュ芸術校で映画製作を学んだ。父ジャヴェドが不可知論者だったため、父の影響を受けたゾーヤーとファルハーンも不可知論者となった。

## キャリア
ゾーヤーはロックバンド「ペンタグラム」のミュージック・ビデオ「Price of Bullets」の共同監督としてキャリアをスタートさせた。その後、『Dil Chahta Hai』『Split Wide Open』のキャスティング監督、弟ファルハーンの『Lakshya』『Dil Chahta Hai』の助監督を務めた。2007年には長年製作パートナーとして共に活動するリーマー・カーグティーの『Honeymoon Travels Pvt. Ltd.』で製作総指揮を務めた。2009年に『チャンスをつかめ!』で監督デビューし、主役にはファルハーンとコーンコナー・セーン・シャルマーが起用された。同作は興行成績は芳しくなかったものの、批評家からは高い評価を得ている。
2011年に『人生は二度とない』を監督し、ファルハーン、リティク・ローシャン、アバイ・デーオール、カトリーナ・カイフ、カルキ・ケクランを起用している。同作は興行面・批評面で高く評価され、ゾーヤーはフィルムフェア賞 監督賞を受賞した。2013年にインド映画100周年を記念して製作されたアンソロジー映画『ボンベイ・トーキーズ』でカラン・ジョーハル、アヌラーグ・カシャップ、ディバーカル・バナルジーと共に監督を務めた。2015年に『鼓動を高鳴らせ』を監督し、アニル・カプール、シェファリ・シャー、プリヤンカー・チョープラー、ランヴィール・シンを起用している。2019年に『ガリーボーイ』を監督し、ランヴィール・シン、アーリヤー・バットを起用した。

## フィルモグラフィ

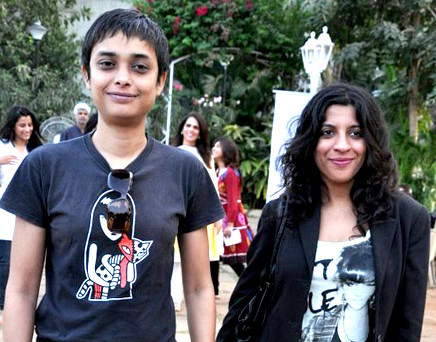
ゾーヤー・アクタルとリーマー・カーグティー

- Bombay Boys（1998年） - 助監督
- Dil Chahta Hai（2001年） - 助監督
- Lakshya（2004年） - 助監督
- Honeymoon Travels Pvt. Ltd.（2007年） - 製作総指揮
- チャンスをつかめ!（英語版）（2009年） - 監督、脚本、製作総指揮
- 人生は二度とない（2011年） - 監督、脚本 ※別題『人生は一度だけ』
- Talaash: The Answer Lies Within（2012年） - 脚本
- ボンベイ・トーキーズ（英語版）（2013年） - 監督
- 鼓動を高鳴らせ（英語版）（2015年） - 監督、脚本
- 慕情のアンソロジー（英語版）（2018年） - 監督
- ガリーボーイ（2019年） - 監督、脚本
- 恐怖のアンソロジー（英語版）（2020年） - 監督